# Morrissey
Steven Patrick Morrissey (født 22. maj 1959 i Manchester, England) er en engelsk sanger, der tidligere var frontfigur i ét af 1980'ernes mest indflydelsesrige bands på den alternative rockscene, The Smiths. I The Smiths fungerede Morrissey som sanger og tekstforfatter mellem 1982 og 1987. Med sine tekster og udtalelser om sex, kongehus, religion og kødspisning blev han en af de mest kontroversielle sangskrivere i moderne musik. I 1988 udgav han sit første soloalbum, Viva Hate, og har siden udgivet soloplader jævnligt. I 2006 kom endnu en plade, og han var samme år et af hovednavnene på Roskilde Festival. Blandt Morrisseys største solohits er "Suedehead", "Everyday Is Like Sunday", "You're the One for Me Fatty", "Irish Blood English Heart" og "You Have Killed Me".

## Biografi

### Perioden 1959-1982
Morrissey blev født i Manchester, England, som søn af irsk katolske immigranter: Peter Morrissey, en hospitalportør, og Elizabeth Dwyer, en bibliotekar. Morrisseys forældre var flyttet til England kort før hans fødsel. De opdragede ham og storesøsteren Jackie i et lille victoriansk rækkehus i Old Trafford. De flytter i starten af 1970'erne til forstaden Stretford, da mange af de gamle rækkehuse blev nedrevet. Morrissey har bevaret en stærk forbindelse til sin mor gennem hele livet, men forholdet til faderen har været anspændt og til tider stort set ikke-eksisterende.
Som barn fik Morrissey en række interesser og rollemodeller, herunder pigegrupper fra 1960'erne og kvindelige sangerinder som Sandie Shaw, Marianne Faithfull, Cilla Black og Timi Yuro. Han var også interesseret i hverdagsrealistiske dramaer (såkaldte kitchen sink dramas) fra slutningen af 1950'erne og starten af 1960'erne, rollen Elsie Tanner fra Coronation Street såvel som skuespilsforfatteren og digteren Oscar Wilde. De såkaldte "The Moors Murders" fra 1960'erne havde stor indvirkning på ham som barn, og senere gengældte han med det kontroversielle nummer "Suffer Little Children", som indgår som del af bandet The Smiths' debut og som b-side til nummeret "Heaven Knows I'm Miserable Now".
I hans ungdom reddede hans atletiske evner ham fra mobning. Ikke desto mindre har han beskrevet denne periode i sit liv som en tid, hvor han ofte var ensom og nedtrykt. Som teenager begyndte han at tage medicin for at bekæmpe en depression, som skulle vise sig at forfølge ham og senere i livet. Han forlod skolen med kun et par beståede afsluttende eksaminer og arbejdede kort for det britiske skattevæsen, men besluttede sig så til at få arbejdsløshedsunderstøttelse. Han isolerede sig på sit værelse i sin mors hus og fokuserede på at skrive, læse og høre musik. Omkring dette tidspunkt skrev Morrissey romanlignende bøger om to af hans største idoler: James Dean og The New York Dolls.
I et kort stykke tid var Morrissey – sammen med den nuværende The Cult-guitarist Billy Duffy – frontmand i punkbandet The Nosebleeds, hvor han skrev en række sange såsom "I Get Nervous" og "(I Think) I'm Ready for the Electric Chair", men mindre end et år senere gik bandet i opløsning. Herefter var Morrissey frontmand i punkbandet Slaughter And The Dogs, hvor han erstattede Wayne Barrett. Morrissey optog fire sange, før han rykkede videre (MOJO Classic Magazine, Volume 1 Issue 13, side 22).

### Perioden 1982-1987
I 1982 dannede Morrissey og guitarist Johnny Marr bandet The Smiths, der markerede sig som et af de mest indflydelsesrige bands i 1980'erne. Bandet udgav fire studiealbums og to opsamlingsplader plus en live-optagelse, før de i 1987 gik i opløsning som følge af en misforståelse og forskellige ønsker for fremtiden. I 1988 afholdtes The Smiths afskedskoncert i Wolverhampton Civic Hall, men egentlig bør denne mere betragtes som Morrisseys første solokoncert, skønt tre af de oprindelige Smiths-medlemmer medvirkede – disse var en del af Morrissey soloprojekt – så består det lille set på otte numre blot af to Smiths-kompositioner, nemlig nummeret, Stop Me If You Think You've Heard This One Before, samt Sweet And Tender Hooligan.

## Perioden 1987- 2005
Morrissey udgav i 1988 sit første soloalbum, Viva Hate. Pladen var produceret af den tidligere Smiths-producer, Stephen Street, sammen med Vini Reilly fra Durutti Column. Den fremherskende lyd på pladen er skramlende pop og minder om The Smiths, selvom Reily arbejde med guitaren tilfører mere ru og atmosfæriske elementer til værket. Pladen var understøttet af stærke singler som Suedehead og Everyday Is Like Sunday og gik direkte ind på hitlisten. De to førnævnte singler (plus nogle andre non-album skæringer, såsom November Spawned A Monster, Ouija Board, Ouija Board og b-siderne Hairdresser On Fire og Sister I'm A Poet) blev samlet op på pladen Bona Drag fra 1990. Året efter udkom opfølgeren til Viva Hate. Pladen med titlen Kill Uncle, udkom i 1991 og var i samme musikalske tråd som forgængeren.
I 1992 gik Morrissey i studiet med bandet, som han samlede i forbindelse med Kill Uncle-turneen i 1991. Det blev til pladen Your Arsenal, som opnåede kommerciel succes. Bandet formåede at forny Morrisseys lyd med en frisk, amerikansk rockabilly-lyd. Guitaristerne, Boz Boorer og Alain Whyte – som siden har været kernen af Morrisseys band, delte kompositionsopgaverne mellem sig. Pladen var produceret af Mick Ronson (tidligere guitarist for David Bowie), og blev nomineret til en Grammy for 'Bedste alternative album'.
I 1994 var Morrissey tilbage som nummer 1 på den engelske hitliste med pladen Vauxhall & I. Et af albummets højdepunkter The More You Ignore Me, The Closer I Get, opnåede succes som single og opnåede en ottendeplads på den engelske hitliste, mens den i USA opnåede en 46. plads. I 1995 og 1997 udkom pladerne Southpaw Grammar og Maladjusted, som begge indeholdt prog-rock-elementer. De blev ikke modtaget så godt, hverken kommercielt eller kritisk. Pladerne indeholdt numrene Reader Meet Author og Trouble Loves Me, som begge lejlighedsvis indgår i eftertidens sætlister.
I juni 2003 skrev Morrissey kontrakt med Sanctuary Records. Han blev tildelt selskabet – et tidligere reggae-selskab – Attack Records. Han fik også tilladelse til at "signe" nye kunstnere.
Året efter udkom pladen You Are the Quarry, der blev udgivet den 17. maj 2004 (en dag senere i USA). Pladen, som var hans første i syv år, modtog store anmelderroser. Guitaristen, Alain Whyte, beskrev pladen som en blanding mellem Your Arsenal og Vauxhall & I.[kilde mangler] Den første single, Irish Blood, English Heart debuterede på radioen 22. maj og udkom internationalt den 10. maj. Singlen opnåede en tredjeplads på den engelske hitliste i dens første uge på gaden[kilde mangler]. Dette var den højeste placering på hitlisten – på daværende tidspunkt – for Morrissey i hele hans karriere, både som solo-kunstner og som forsanger i The Smiths. I juli kom First Of The Gang To Die. Pladen You Are The Quarry blev i øvrigt fejret både i Aarhus og København med realaseparty den 13. maj 2004 og en dag senere i København.
Morrissey optrådte den 5. juni i Dublin. Under koncerten skabte han opmærksomhed ved at bekendtgøre bortgangen af den tidligere amerikanske præsident Ronald Reagan, samtidig med, at han udtalte, at han ville havde fortrukket, hvis det havde været den nuværende præsident George W. Bush, som var død.[kilde mangler] I august måned blev Morrissey sat på programmet som hovedattraktion i Craig Kilborns The Late Late Show. Her var han hovedattraktion i en uge, men han optrådte dog ikke hver aften som følge af halsbetændelse. Han optrådte dog den efterfølgende uge. I december udgav han singlen ''I Have Forgiven Jesus'', og blev dermed den eneste – med undtagelse af McFly – som opnåede fire top 10 hits i den engelske hitliste dette år. To måneder tidligere udkom singlen Let Me Kiss You, som også bliver indspillet af sangerinden Nancy Sinatra.
Morrissey flyttede fra sit hjem i Dublin til Los Angeles i slutningen af 1990'erne, delvis for at undgå opmærksomheden fra den britiske musikpresse. Han kunne her glæde sig over et overraskende slægtskab med latinamerikanske samfund, og han har opbygget et nyt liv i Californien, hvor han har købt et gammel herskabshus fra 1931, bygget af Clark Gable. Efter nogle år her flyttede han i 2005 til Rom.

### Perioden 2005-2010
Morrissey udgav i marts 2005 en coverversion af Patti Smith-nummeret Redondo Beach. Udgivelsen kom som single, og b-sider med numrene There Is A Light That Never Goes Out, Noise Is The Best Revenge og It's Hard To Walk Tall When You're Small. Singlen, som også kom som dvd-single, var en optakt til udgivelsen af live-albummet Live from Earl's Court og live-dvd’en Who Put The ‘M’ In Manchester, som udkom den 4. april 2005.
I marts 2006 udtalte Morrissey via sin officielle fansite true-to-you.net om en forestående massiv udtynding af den canadiske sælbestand. Morrissey skrev: ”Vi kommer ikke til at inkludere nogle canadiske datoer på verdensturnéen for vores nye album. Dette er i protest mod de planlagte barbariske slagterier af over 325.000 babysæler. Jeg er fuldt klar over, at det er usandsynligt, at fraværet af Morrissey-koncerter i Canada vil få den canadiske økonomi i knæ, men det er vores lille protest imod dette forfærdelige slagteri”. Den canadiske premierminister Stephen Harper svarede igen, at slagterierne var økonomisk og miljømæssigt forsvarlige. Til det svarede Morrissey: ”Sælbestanden har passet sig selv i tusinder af år uden menneskelig indblanding, og, som verden ved, handler dette slagteri kun om en ting: at tjene penge. Den canadiske regering vil sende alle pelsene til modeindustrien, og det er også derfor, at babysælerne bliver dræbt med køller med pigge, der knuser deres kranier –enhver skade mod pelsen undgås. Premierministeren hævder også, at slagterierne er nødvendige, fordi det giver arbejde til lokalsamfundet. Fremstillingen af gaskamre i Tyskland gav også arbejde til nogle – dette er ikke et moralsk eller fornuftigt grundlag for, at man tillader lidelse. Indlægget afsluttede han med bønnen: ”Hvis du kan, så vær venlig at boykotte canadiske varer. Det VIL gøre en forskel. Som det ser ud nu, har Canada placeret sig ved siden af Kina som den ondeste og mest selvretfærdige nation”.
I april 2006 udkom pladen Ringleader of the Tormentors og gik direkte ind på hitlisternes førsteplads i England. Coveret, hvor Morrissey poserer som violinist efterlignende klassiske fotos af Jascha Heifetz eller Yehudi Menuhin, var en allusion til omslagene med Deutsche Grammophons logo og design. Pladen blev indspillet i Rom og udkom internationalt den 3 april, 2006 – og én dag senere i Nordamerika. Den blev produceret af Tony Visconti, som bl.a. havde arbejdet med T. Rex og David Bowie. Den efterfølgende internationale tour i 2006 (hvor bl.a. Kristeen Young deltog som opvarmning) inkluderede mere end 24 optrædener i Storbritannien med koncerter på London Palladium på tre søndage i træk. Samme år var Morrissey et af hovednavnene på Roskilde Festival. Umiddelbart før pladens udgivelse blev Morrissey fotograferet i Rom af Bryan Adams til forsiden af Zoo Magazine. Pladens første single You Have Killed Me debuterer, ligesom Irish Blood, English Heart, i dens første uge på gaden English Heart, på tredjepladsen af den engelske hitliste. Den bliver udgivet den 27. marts, og i løbet af de næste halve år kom pladens tre ud af i alt fire singler: The Youngest Was The Most Loved,In The Future When All's Well og I Just Want To See The Boy Happy.
Udgivelsen blev fejret af Target Distribution ApS i samarbejde med NatFilm Festivalen og GAFFA den 30. marts 2006, hvor der blev afholdt releaseparty for albummet Lille Vega. Her vistes også koncertfilmen ”Who Put The ’M’ In Manchester”, præsentation af Ringleader Of The Tormentors”.
Den 9. januar 2007 meldte BBC ud, at de havde talt med Morrissey om eventuelt at få ham til at skrive en sang til årets Melodi Grand Prix. Morrissey er kendt som fan af konkurrencen, og videoen til singlen You Have Killed Me blev af mange set som en hengiven hyldest til konkurrencens stil i 1970'erne. Hvis en aftale skulle komme i hus, ville Morrissey skrive sangen til en anden, frem for at fremføre nummeret selv, meddelte en talsmand fra BBC.

## Syn på politiske ledere
Morrissey har altid været politisk frittalende med kritik af det britiske kongehus, den tidligere britiske premierminister, Margaret Thatcher, den tidligere premierminister Tony Blair, samt den tidligere amerikanske præsident, George W. Bush.
Morrisseys første soloalbum, Viva Hate, inkluderer titlen Margaret on the Guillotine, et stik til premierminister Thatcher. Det britiske politi reagerede ved at ransage Morrisseys hjem og gennemførte en officiel undersøgelse. Det er blevet sagt, at mange af betjentene var forlegne ved situationens absurditet: Enkelte spurgte endda efter Morrisseys autograf. Den efterfølgende single bød på b-siden Such a Little Thing Makes Such a Big Difference, hvis tekst slutter med en kaustisk "Leave me alone, I was only singing / You have just proved again, most people keep their brains between their legs."
I oktober 2004 udsendte Morrissey en erklæring med en opfordring til de amerikanske vælgere om at stemme på demokraten John Kerry som præsident og "blive af med George Bush!"
I 1984 udtalte han efter attentatforsøget mod Margaret Thatcher: "Det eneste sørgelige ved IRAs Brighton-bombe er, at Margaret Thatcher slap fra det uskadet." I 1994, da en student havde affyret en startpistol i retning af prins Charles, kom det fra Morrissey: "Jeg skulle ønske, prinsen blev skudt. Jeg tror, det ville gjøre verden til et mere interessant sted." En opfordring: "Hent mig Elton Johns hoved, som ville være et tilfælde, hvor kød ikke var mord, hvis det blev serveret på et fad."
Madonna står heller ikke højt i kurs: "Madonna står organiseret prostitution nærmere end noget andet." I 2015 kaldte han hende "MacDonna", der "promoter sin skræmmende karriere på BRIT Awards, skønt hendes musik intet har sagt om britisk liv overhovedet."
Om Utøyamassakren i 2011 sagde han: "Vi lever alle i en morderisk verden, som hændelserne i Norge har vist. Alligevel er det her intet, sammenlignet med det, der sker på McDonald's og Kentucky Fried Shit hver dag." Før en koncert i Middlesbrough forlangte han, at alle skulle kropsvisiteres, så de ikke kunne medbringe kødprodukter ind i koncertsalen.

## Racismeanklager
Morrissey blev i 1990'erne udsat for mistanke om racisme baseret på tvetydige tekster såsom "Bengali In Platforms" og "National Front Disco". Disse tanker stammede også fra Johnny Rogans biografi om Morrissey, som påstod, at han engang i slutningen af sine teenageår havde sagt: "Jeg hader ikke pakistanere, men jeg bryder mig ufatteligt lidt om dem."
Musikmagasinet NME fandt, at nummeret "Asian Rut" (1991) var et sikkert bevis på Morrisseys racisme. Nummeret beskriver nogle hvide racisters mord på en asiat. Andre har dog indvendt, at linjerne "it must be wrong/three against one?" snarere placerer Morrissey på side med det asiatiske offer.
Megen kritik blev udløst af Morrisseys optræden ved den første Madness Madstock!-genforeningskoncert i Finsbury Park i London i 1992, hvor han entrerede scenen svøbt i det britiske flag, Union Jack – et symbol, der i England ofte knyttes til højrenationalistiske grupperinger. Han udtalte også til pressen, at han var "begejstret over, at mange af hans nye fans var skinheads"[kilde mangler]. Det hører dog med til fortællingen, at han under koncerten blev buh'et af scenen af netop selvsamme skinheads i publikum, der kastede diverse genstande efter ham og kom med smædende tilråb.[kilde mangler]
Mediernes reaktioner på begivenhederne var blandede. Nogle mente, han var racist, andre at han søgte opmærksomhed. En anden mulig forklaring kom fra journalisten Thomas Nimmo, som sagde, at Morrissey forsøgte at genvinde flaget som symbol fra det ekstreme højre. De mest skånselsløse angreb kom fra musikmagasinet NME, som gjorde ham til persona non grata i mere end et årti. NME udgav en artikel, som analyserede sangerens handlinger på Finsbury Park og sangtekster og forsøgte at tyde, om Morrissey var racist. NME og Morrissey afsluttede deres fejde i 2004.
Kritikerne af racismebeskyldningerne henviser til sangerens engagement i en række organisationer såsom Amnesty International og anti-Apartheid. Morrissey er også blevet citeret for at sige "Hvis jeg er racist, så er Paven en kvinde. Og det er han ikke." og "Hvis National Front skulle hade nogen, så skulle det være mig. Jeg ville stå øverst på deres liste". I forbindelse med, at den østrigske højreorienterede politiker, Jörg Haider, kom til magten i 1999 udtalte Morrissey: "Hvor er det trist. Sommetider tror jeg ikke på, at vi bor i en intelligent verden."

## Morrissey i Danmark
Morrissey, som ikke optrådte med The Smiths i Danmark, gav den 7. maj 1991 en koncert i landet. Det er den første ud af 5 han så vidt har givet i DK, og en del af hans Kill Uncle Tour. Der gik herefter seks år, før han kom tilbage, den 29. november 1997 med en koncert i Vega som en del af hans såkaldte Maladjusted Tour. På hans 'Oye Esteban' Tour i 1999 gav han den 24. oktober koncert i Den Grå Hal på Christiania. Herefter gik der næsten tre år, før han vendte tilbage til landet: Den 23 oktober 2002 i Store Vega som del af turneen 2002 Tour. På den såkaldte You Are The Quarry Tour 2004 gæstede han den 3. juli landet på ny med en koncert på Roskilde Festival. Også i 2006 spillede han på Roskilde som led i turneen Tour of the Tormentors. Koncerten fandt sted den 30. juni 2006.
Den 29. maj 2009 blev den første danske bog, Alle dage er som søndag af Jesper Sørensen, udgivet på forlaget Rosenkilde. Bogen beskriver Morrisseys liv og karriere, fortæller indgående om inspirationen fra punk og idoler som Oscar Wilde, David Bowie og James Dean og analyserer samtlige 250 sange med Morrissey og The Smiths. Desuden fortæller danske fans som Sebastian Dorset, Helle Thorning-Schmidt og Jens Unmack, hvorfor de også elsker Morrissey.
I 2011 optrådte Morrissey i Operaen 11. juli 2011 og i VoxHall i Aarhus den 13. juli.

## Diskografi

### The Smiths
- The Smiths (1984)
- Meat is Murder (1985)
- The Queen Is Dead (1986)
- Strangeways, Here We Come (1987)

### Solo
- Viva Hate (1988)
- Kill Uncle (1991)
- Your Arsenal (1992)
- Vauxhall and I (1994)
- Southpaw Grammar (1995)
- Maladjusted (1997)
- You Are the Quarry (2004)
- Ringleader of the Tormentors (2006)
- Years of Refusal (2009)
- World Peace Is None of Your Business (2014)
- Low in High School (2017)
- California Son (2019)
- I Am Not a Dog on a Chain (2020)[9]
- Bonfire of Teenagers (2021)[10]

## Andre udgivelser
- 2003 Under the Influence.
- 2004 Songs To Save Your Life.

## Filmografi
- Morrissey – Hulmerist (1990).
- Morrissey – Sing Your Life (video single 1991).
- Morrissey – Live In Dallas (1992).
- Morrissey – The Malady Lingers On (1992).
- Morrissey – Introducing Morrissey (1996).
- MORRISSEY – ¡Oye Esteban! (2000).
- MORRISSEY – Who Put The 'M' in Manchester? (2004).

## Bibliography
Før Morrissey opnåede anerkendelse med The Smiths, skrev han – under sit fulde navn, Steven Patrick Morrissey – en række booklets om hans yndlingsmusikere og skuespillere:
- New York Dolls (Babylon Books; 1981, 1995² ISBN 0-907188-50-8).
- James Dean Is Not Dead (Babylon Books; 1983, 1984², 1997³ ISBN 0-907188-06-0).
- Exit Smiling (Babylon Books; 1998 (skrevet i 1980, drøfter en række af sine obskure – dvs. B-film – yndlingsskuespillere ISBN 0-907188-47-8).

### Andre bøger af eller om Morrissey
- Alle dage er som søndag af Jesper Sørensen.
- Morrissey: Scandal and Passion af David Bret.
- The "Smiths" and Beyond af Kevin Cummins (photographer).
- Morrissey's Manchester af Phill Cummins.
- The Smiths: Songs That Saved Your Life af Simon Goddard.
- Morrissey : Histoire d'un dandy rebelle af Sébastien Raizer.
- Morrissey af Pat Reid.
- Morrissey: Landscapes of the Mind af David Bret.
- Morrissey: In His Own Words af Morrissey and John Robertson.
- Morrissey and Marr: The Severed Alliance af Johnny Rogan.
- Morrissey af Johnny Rogan.
- Morrissey: The Albums af Johnny Rogan.
- The Wrong Boy af Willy Russell.
- How Soon Is Never af Marc Spitz.
- Saint Morrissey: A Portrait of This Charming Man by an Alarming Fan af Mark Simpson.
- Peepholism: Into the Art of Morrissey af Jo Slee.
- Morrissey Shot a book of photographs af Linder Sterling.

## Koncerter
- Morrissey har i sin solokarriere givet 423 koncerter (pr. 20. april 2006).